# راي يونغ (مدير)
راي يونغ هو مدير كندي، ولد في 1961.

## وصلات خارجية
- راي يونغ على موقع إن إن دي بي (الإنجليزية)